# Elezioni regionali in Basilicata del 2010
Le elezioni regionali italiane del 2010 in Basilicata si sono tenute il 28 e 29 marzo. Esse hanno visto la vittoria del presidente uscente Vito De Filippo, sostenuto dal centro-sinistra, che ha sconfitto Nicola Pagliuca, sostenuto dal centro-destra.

## Affluenza
Il corpo elettorale per le elezioni del 28, 29 marzo 2010 risultava composto da 569.365 elettori. Alla chiusura dei seggi l'affluenza definitiva si è attestata al 62,81%, in calo rispetto al 2005 del 4,35%.
| Provincia  | Affluenza | Variazione |
| ---------- | --------- | ---------- |
| Basilicata | 62,81%    | 4,35%      |
| Matera     | 68,37%    | 2,10%      |
| Potenza    | 60,28%    | 5,32%      |

## Risultati
|                                                                 | Vito De Filippo (Uniti per la Basilicata) ✔️ Presidente         | 202 980                                                         | 60,82 | Partito Democratico                                    | 87 134  | 27,14 | 7  |  |  |
| Italia dei Valori                                               | Vito De Filippo (Uniti per la Basilicata) ✔️ Presidente         | 202 980                                                         | 60,82 | 31 902                                                 | 9,94    | 3     |    |  |  |
| Unione di Centro                                                | Vito De Filippo (Uniti per la Basilicata) ✔️ Presidente         | 202 980                                                         | 60,82 | 23 760                                                 | 7,40    | 2     |    |  |  |
| Popolari Uniti                                                  | Vito De Filippo (Uniti per la Basilicata) ✔️ Presidente         | 202 980                                                         | 60,82 | 19 045                                                 | 5,93    | 1     |    |  |  |
| Partito Socialista Italiano                                     | Vito De Filippo (Uniti per la Basilicata) ✔️ Presidente         | 202 980                                                         | 60,82 | 14 919                                                 | 4,65    | 1     |    |  |  |
| Alleanza per l'Italia                                           | Vito De Filippo (Uniti per la Basilicata) ✔️ Presidente         | 202 980                                                         | 60,82 | 13 624                                                 | 4,24    | 1     |    |  |  |
| Sinistra Ecologia Libertà                                       | Vito De Filippo (Uniti per la Basilicata) ✔️ Presidente         | 202 980                                                         | 60,82 | 12 818                                                 | 3,99    | 1     |    |  |  |
| Federazione della Sinistra                                      | Vito De Filippo (Uniti per la Basilicata) ✔️ Presidente         | 202 980                                                         | 60,82 | 6 904                                                  | 2,15    | –     |    |  |  |
| Federazione dei Verdi - Riformisti Lucani                       | Vito De Filippo (Uniti per la Basilicata) ✔️ Presidente         | 202 980                                                         | 60,82 | 6 839                                                  | 2,13    | –     |    |  |  |
| Seggi assegnati alla lista regionale                            | Seggi assegnati alla lista regionale                            | Seggi assegnati alla lista regionale                            | 60,82 | 3                                                      |         |       |    |  |  |
|                                                                 | Nicola Pagliuca (Per la Basilicata)                             | 93 204                                                          | 27,93 | Il Popolo della Libertà                                | 62 420  | 19,44 | 7  |  |  |
| Lista per Pagliuca (Noi Sud - UDEUR - PLI - CPR - CRD)          | Nicola Pagliuca (Per la Basilicata)                             | 93 204                                                          | 27,93 | 13 913                                                 | 4,33    | 1     |    |  |  |
| Movimento per le Autonomie                                      | Nicola Pagliuca (Per la Basilicata)                             | 93 204                                                          | 27,93 | 8 516                                                  | 2,65    | 1     |    |  |  |
| Movimento Imprenditori Autonomi - Autonomia Lucana              | Nicola Pagliuca (Per la Basilicata)                             | 93 204                                                          | 27,93 | 2 644                                                  | 0,82    | –     |    |  |  |
| Seggio assegnato al candidato presidente classificatosi secondo | Seggio assegnato al candidato presidente classificatosi secondo | Seggio assegnato al candidato presidente classificatosi secondo | 27,93 | 1                                                      |         |       |    |  |  |
|                                                                 | Magdi Allam                                                     | 29 107                                                          | 8,72  | Io amo la Lucania                                      | 11 980  | 3,73  | 1  |  |  |
| Io Sud                                                          | Magdi Allam                                                     | 29 107                                                          | 8,72  | 1 720                                                  | 0,54    | –     |    |  |  |
|                                                                 | Marco Toscano                                                   | 4 936                                                           | 1,48  | Movimento Politico contro l'Indifferenza - Sui Generis | 2 262   | 0,70  | –  |  |  |
|                                                                 | Florenzo Doino                                                  | 3 512                                                           | 1,05  | Partito Comunista dei Lavoratori                       | 698     | 0,22  | –  |  |  |
| Totale                                                          | Totale                                                          | 333 739                                                         | 100   |                                                        | 321 098 | 100   | 30 |  |  |
|                                                                 |                                                                 |                                                                 |       |                                                        |         |       |    |  |  |
| Schede bianche                                                  | Schede bianche                                                  | 8 097                                                           | 2,26  |                                                        |         |       |    |  |  |
| Schede nulle                                                    | Schede nulle                                                    | 23 868                                                          | 6,67  |                                                        |         |       |    |  |  |
| Votanti                                                         | Votanti                                                         | 357 607                                                         | 62,81 |                                                        |         |       |    |  |  |
| Elettori                                                        | Elettori                                                        | 569 365                                                         |       |                                                        |         |       |    |  |  |
|                                                                 |                                                                 |                                                                 |       |                                                        |         |       |    |  |  |
| Fonte: Ministero dell'interno                                   |                                                                 |                                                                 |       |                                                        |         |       |    |  |  |

## Candidati eletti
| Collegio           | Lista                                | Eletto                             | Preferenze |
| ------------------ | ------------------------------------ | ---------------------------------- | ---------- |
| Collegio regionale | Uniti per la Basilicata              | Vito De Filippo                    |            |
| Collegio regionale | Uniti per la Basilicata              | Felice Belisario                   |            |
| Collegio regionale | Uniti per la Basilicata              | Maria Antezza                      |            |
| Collegio regionale | Per la Basilicata                    | Nicola Giovanni Pagliuca           |            |
| Matera             | Partito Democratico                  | Luca Braia                         | 5.170      |
| Matera             | Partito Democratico                  | Vincenzo Santochirico              | 4.916      |
| Matera             | Partito Democratico                  | Vincenzo Edoardo Viti              | 4.609      |
| Matera             | Italia dei Valori                    | Nicola Benedetto                   | 3.765      |
| Matera             | Unione di Centro                     | Vincenzo Ruggiero                  | 3.723      |
| Matera             | Il Popolo della Libertà              | Romeo Emilio Sarra                 | 4.412      |
| Matera             | Il Popolo della Libertà              | Paolo Castelluccio                 | 3.441      |
| Matera             | Il Popolo della Libertà              | Mario Venezia                      | 2.930      |
| Potenza            | Partito Democratico                  | Marcello Pittella                  | 11.363     |
| Potenza            | Partito Democratico                  | Vincenzo Folino                    | 8.589      |
| Potenza            | Partito Democratico                  | Pasquale Robortella                | 6.288      |
| Potenza            | Partito Democratico                  | Erminio Restaino                   | 5.024      |
| Potenza            | Italia dei Valori                    | Enrico Mazzeo Cicchetti            | 4.681      |
| Potenza            | Italia dei Valori                    | Antonio Autilio                    | 3.093      |
| Potenza            | Unione di Centro                     | Agatino Lino Mancusi               | 3.900      |
| Potenza            | Popolari Uniti                       | Luigi Carmine Scaglione            | 2.885      |
| Potenza            | Partito Socialista Italiano          | Rocco Vita                         | 2.674      |
| Potenza            | Alleanza per l'Italia                | Alessandro Singetta                | 1.850      |
| Potenza            | Sinistra Ecologia Libertà            | Giannino Domenicantonio Romaniello | 1.773      |
| Potenza            | Il Popolo della Libertà              | Mariano Antonio Pici               | 3.663      |
| Potenza            | Il Popolo della Libertà              | Gianni Rosa                        | 3.586      |
| Potenza            | Il Popolo della Libertà              | Michele Napoli                     | 3.079      |
| Potenza            | Il Popolo della Libertà              | Franco Carmelo Mario Mattia        | 2.798      |
| Potenza            | Lista per Pagliuca per la Basilicata | Roberto Falotico                   | 2.905      |
| Potenza            | Movimento per le Autonomie           | Francesco Mollica                  | 1.866      |
| Potenza            | Io amo la Lucania                    | Alfonso Ernesto Navazio            | 3.713      |